# Samira Ouass
Samira Ouass (sinh ngày 22 tháng 4 năm 1992) là một vận động viên cử tạ người Maroc. Cô đã tham gia cuộc thi 75 kg nữ tại Thế vận hội mùa hè 2016.